# Tiébélé (département)
Pour la ville, voir Tiébélé.
Tiébélé est un département du Burkina Faso située dans la province du Nahouri et dans la région Centre-Sud.

## Démographie
- En 2006, la population totale du département est de 54 985 habitants[1].

- En 2019, la population totale du département est de 61 007 habitants[2].

## Villages
Le département possède un chef-lieu :
- Tiébélé (Korabié)

et soixante-huit villages :
- Babougounia
- Badabié
- Badiembé
- Ballérébié I
- Ballérébié II
- Banga-Corasbié
- Banga-Tangassogo
- Bapania
- Bloc-AVV-V1
- Bloc-AVV-V2
- Bloc-AVV-V3
- Bloc-AVV-V4
- Boulnoma
- Brébié
- Cora-Lô
- Coumpougoubié
- Dollo-Tangassogo
- Douabié (ou Guénon)
- Doumpoabié-Tangassogo
- Gonbié
- Gounia
- Idénia-Kora
- Idénia-Moa
- Idénia-Tanga
- Kabrikogagogo
- Kahonia
- Kassiné
- Kassola
- Kassongbié
- Kaya-Korso
- Kaya-Poungou
- Kaya-Fabolo
- Kaya-Kaforo
- Kaya-Kantiolo
- Kaya-Navio
- Kollo
- Kolonia-Tangassogo
- Korabié (ou Corabié, l'autre nom de Tiébélé)
- Koubongo
- Kuyou
- Lagonia
- Lira-Tangassogo
- Lô-Moulnia
- Lô-Calao
- Lô-Longo
- Lô-Pollobiessan
- Lô-Pouri
- Lô-Sinon
- Mankanon
- Mankilinia-Tangassogo
- Mantiogonia
- Mantiongogo
- Moabié-Boungou
- Nabiéna
- Namaguinia
- Nioua
- Ouédiabié-Tangassogo
- Ourobié-Tangassogo
- Pioukouri-Tangassogo
- Sangbabié
- Sissoro
- Tagnaria
- Tindanogo
- Tiponi
- Tiyalo
- Yéléania
- Zéguéssiga